# North Norfolk (Manitoba)
North Norfolk es un municipio canadiense situado en la provincia de Manitoba.

## Superficie
North Norfolk tiene una superficie de 1158,26 km².

## Demografía
En 2021, tenía 3915 habitantes, una densidad poblacional de 3,4 hab./km², y 1433 viviendas.